# Kill Kill Kill
Kill Kill Kill de eerste uitgave van de Amerikaanse punkband Anti-Flag. De band had al eerder nummers opgenomen en was ook al op een splitalbum en enkele compilatiealbums verschenen, maar dit is de eerste uitgave van de band zelf. De meeste nummers van het album zijn ook te horen op het debuutalbum Die for the Government.
De nummers "You'd Do The Same", "No More Dead", en "Kill The Rich" op dit album zijn dezelfde versies als de nummers die op het album Die for the Government staan, maar deze versie van het nummer "Davey Destroyed the Punk Scene" staat exclusief op deze ep.

## Nummers
1. "You'd Do The Same" - 2:23
2. "No More Dead" - 3:51
3. "Kill The Rich" - 3:05
4. "Davey Destroyed the Punk Scene" - 2:19

## Band
- Justin Sane - zang, gitaar
- Pat Thetic - drums
- Andy Flag - basgitaar, zang